# Robin ATL
Die Robin ATL ist ein zweisitziges Sportflugzeug. „ATL“ steht für Avion Très Léger (deutsch: sehr leichtes Flugzeug). Sie wurde seit Anfang 1981 als gutmütiges Schulflugzeug, das in der Tradition der früheren Jodel D.112 stehen sollte, für eine Ausschreibung der französischen Aeroclubs entwickelt. Auffällig ist besonders ihr unkonventionelles V-Leitwerk. Die Robin ATL ist in Gemischtbauweise hergestellt: der Rumpf ist eine Glasfaser-Konstruktion, die Flügel sind in klassischer, mit Dacron bespannter Holzbauweise hergestellt, während das Leitwerk komplett in Metallbauweise hergestellt ist. Die Robin-typische große Cockpithaube erlaubt eine hervorragende Sicht. Die klassische Knüppelsteuerung, ihre moderate Geschwindigkeit, das gutmütige Flugverhalten und einige Details, wie ein Motor-Starterknopf, der erst dann bedient werden kann, wenn der Benzinzufuhr-Schalter offen ist, machen die ATL zu einem wohldurchdachten Trainer.

## Geschichte
Die ATL gewann den Wettbewerb für eine neue Generation von Trainingsflugzeugen für die französischen Aeroclubs Anfang der 1980er Jahre, die ersten Versionen wurden allerdings von Motorproblemen mit dem ursprünglich verbauten 35 kW (47 PS) JPX PAL 1300 Motor geplagt. Erst der Einbau eines 52,5 kW (70 PS) Limbach (modifizierter VW Käfer Motor) mit Doppel-Magnetzündung löste diese Probleme, jedoch wurden von dieser Version nur noch 10 Stück gebaut, bevor die Produktion endete. Viele ATL fliegen noch, besonders in Frankreich, Deutschland und Großbritannien. Aktueller Halter des Typenzertifikats und Lieferant zertifizierter Ersatzteile ist CEAPR in Darois.

## Das V-Leitwerk
Das markante V-Leitwerk der Robin ATL vereinigt die Funktionen von Höhenruder und Seitenruder in nur 2 Flächen. Angesteuert wird es über Schubstangen von einer im Rumpfmittelteil sitzenden Mixer-Mechanik, an der sowohl die Pedale wie der Steuerknüppel angeschlossen sind.

### Technische Daten
- ICAO Type Designator: ATL[3]
- Aktuelles Typenzertifikat: TCDS EASA.A.374 Issue 01, 10 May 2013[4]
- Daten für die Variante mit Limbach-Motor[5]:
- Besatzung: 2
- Motor: Limbach L2000DA2, Leistung 52,5 kW (70 PS)
- Treibstoffmenge: 2 Flügeltanks mit je 22,5 L
- Spannweite: 10,25 m
- Tragflügelfläche: 12 m²
- Tragflächenprofil: NACA43015
- Tragflächenpfeilung: −7,5° (nach vorne gepfeilt)
- Rumpflänge: 6,72 m
- Höhe (Leitwerk): 2,00 m
- Leergewicht: ca. 360 kg
- max. Startgewicht (MTOW): 580 kg
- Reisegeschwindigkeit: 81 kt (150 km/h)
- Höchstgeschwindigkeit: 105 kt (195 km/h)